# Dezoksiribonukleaza (pirimidinskog dimera)
Dezoksiribonukleaza (pirimidinskog dimera) (EC 3.1.25.1, endodezoksiribonukleaza (pirimidinski dimer), bakteriofag T4 endodezoksiribonukleaza V, T4 endonukleaza V) je enzim. Ovaj enzim katalizuje sledeću hemijsku reakciju
Endonukleolitičko razlaganje blizo pirimidinskih dimera do produkata sa 5'-fosfatom
Ovi enzim deluju na oštećene DNK lance, 5' sa mesta oštećenja.

## Literatura
- Nicholas C. Price; Lewis Stevens (1999). Fundamentals of Enzymology: The Cell and Molecular Biology of Catalytic Proteins (Third изд.). USA: Oxford University Press. ISBN 019850229X.
- Eric J. Toone (2006). Advances in Enzymology and Related Areas of Molecular Biology, Protein Evolution (Volume 75 изд.). Wiley-Interscience. ISBN 0471205036.
- Branden C; Tooze J. Introduction to Protein Structure. New York, NY: Garland Publishing. ISBN 0-8153-2305-0.
- Irwin H. Segel. Enzyme Kinetics: Behavior and Analysis of Rapid Equilibrium and Steady-State Enzyme Systems (Book 44 изд.). Wiley Classics Library. ISBN 0471303097.

## Spoljašnje veze
- Deoxyribonuclease+(pyrimidine+dimer) на 